# Carta para a Paz e a Reconciliação Nacional
A Carta para a Paz e Reconciliação Nacional foi uma carta proposta pelo presidente argelino Abdelaziz Bouteflika em uma tentativa de encerrar a Guerra Civil Argelina, oferecendo uma anistia para a maioria dos atos de violência perpetrados durante a guerra. Um referendo sobre o assunto foi realizado em 29 de setembro de 2005, sendo aprovada com 97%, e a carta foi implementada como lei em 28 de fevereiro de 2006.

## Contexto
A guerra eclodiu depois que as autoridades militares argelinas suspenderam as primeiras eleições nacionais democráticas do país em 1991, para evitar uma vitória eleitoral dos islamistas. Estima-se que tenha causado cerca de 200.000 mortos ou desaparecidos argelinos, com grupos extremistas fundamentalistas geralmente responsabilizados pela maioria das mortes, incluindo massacres atrozes de civis; mas também com muitas críticas dirigidas ao Groupement d'intervention spécial (GIS) e outras unidades militares por tortura e "desaparecimentos". A violência diminuiu em meados da década de 1990 após uma campanha governamental amplamente bem-sucedida, mas ainda ceifava dezenas de vidas a cada ano, e algumas organizações fundamentalistas menores continuavam a atacar alvos governamentais e civis.

## Carta e referendo
De acordo com os resultados oficiais, a Carta foi aprovada por 97,36% dos eleitores, totalizando 79,76% do eleitorado elegível. A Carta, que segue a lei de 1999 sobre "concórdia civil" e as medidas de anistia subsequentes, propunha as seguintes etapas:
1. Anistia para os "terroristas" que entregaram suas armas, exceto os culpados de assassinato em massa, ataques a bomba a instalações públicas e estupro. Isso inclui os condenados à revelia. Por outro lado, o partido islamista banido Frente Islâmica de Salvação (FIS) não será reintegrado;
2. Exoneração implícita dos serviços de segurança pelo "desaparecimento" de mais de 7.000 argelinos;
3. Indenizações financeiras e outras às famílias dos mortos e desaparecidos.

O presidente Bouteflika descreveu o referendo como um esforço para acabar com o derramamento de sangue no país. 

## Implementação
A Carta deixava a critério do presidente a implementação detalhada de questões como indenizações às vítimas do terrorismo e suas famílias, compensação por danos materiais, o futuro das milícias rurais criadas pelos militares, a possível reintegração dos demitidos do trabalho por motivos políticos, e até que ponto os líderes insurgentes que escaparam para o exterior serão perdoados. Estas matérias podem ser reguladas por legislação parlamentar ou por decreto presidencial.

## Crítica
A Carta foi criticada por grupos de direitos humanos que argumentam que ela institucionaliza a impunidade e impede qualquer ação legal contra os serviços de segurança, incluindo o Departamento de Inteligência e Segurança (DRS), ao mesmo tempo que propõe penalidades para quem ousa acusar os anistiados de crimes.
Além disso, as famílias das vítimas e suas organizações continuaram a exigir informações sobre o paradeiro dos desaparecidos e a insistir que a "justiça" deve preceder a reconciliação. Muitos ainda temiam o retorno dos terroristas às suas comunidades.
Finalmente, o maior grupo islâmico radical ainda ativo – o Grupo Salafista para Pregação e Combate (GSPC), que é estimado em algumas centenas de membros e alinhado a al-Qaeda – rejeitou totalmente a Carta e pediu uma continuação de sua "jihad" contra o regime.

## Efeitos
Ali Belhadj, antigo n.º 2 da FIS foi libertado, assim como Abdelhak Layada, um dos fundadores do Grupo Islâmico Armado (GIA), em março de 2006. Segundo o Libération, mais de 300 islamistas foram libertados após a nova lei sobre "reconciliação nacional" e esperava-se que várias centenas mais fossem libertados.